# Боргштедт
Боргштедт (нім. Borgstedt) — громада в Німеччині, розташована в землі Шлезвіг-Гольштейн. Входить до складу району Рендсбург-Екернферде. Складова частина об'єднання громад Гюттенер-Берге.
Площа — 9,40 км2. Населення становить 1706 ос. (станом на 31 грудня 2020).

## Галерея

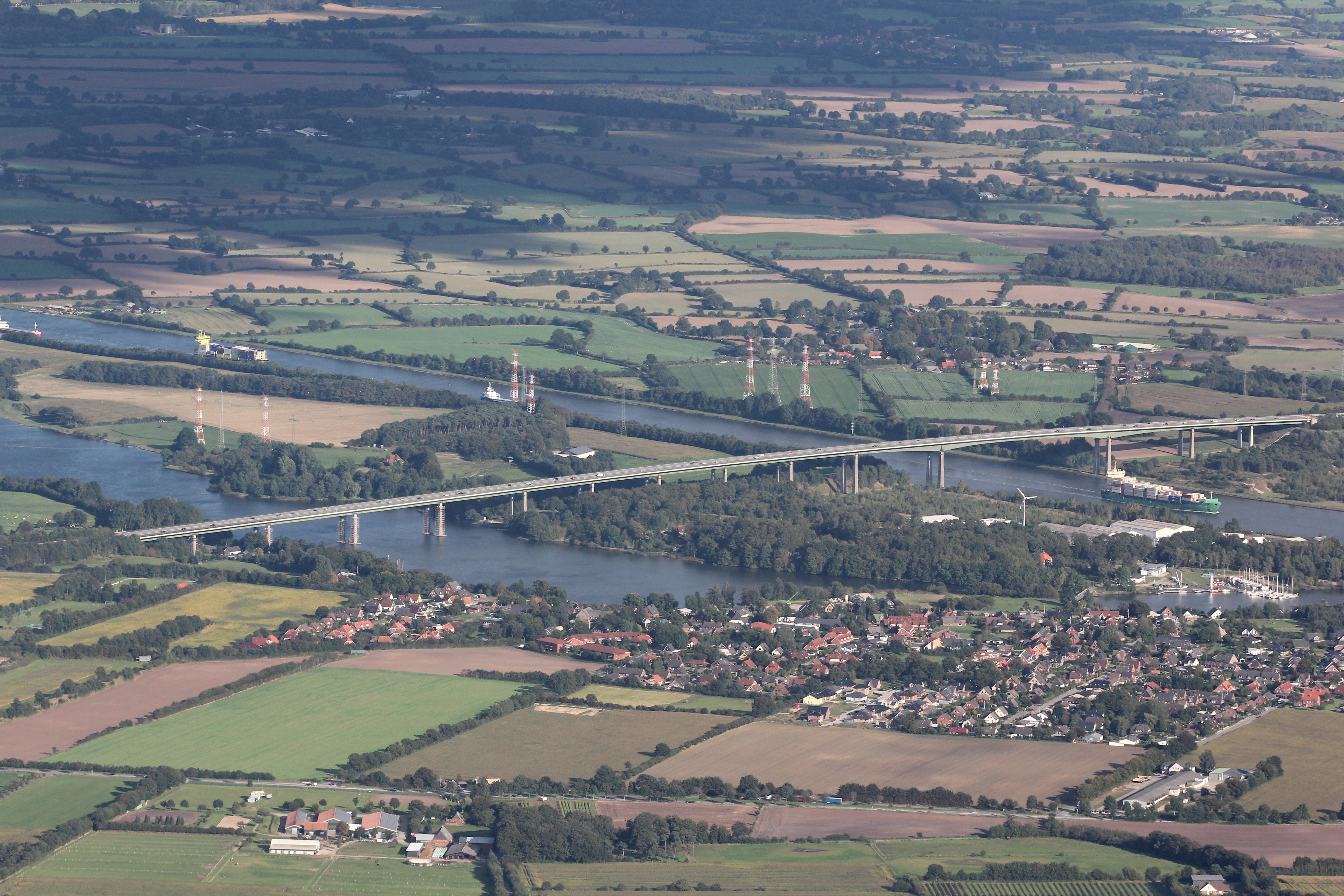